# Psechridae
Famille
Les Psechridae sont une famille d'araignées aranéomorphes.

## Distribution

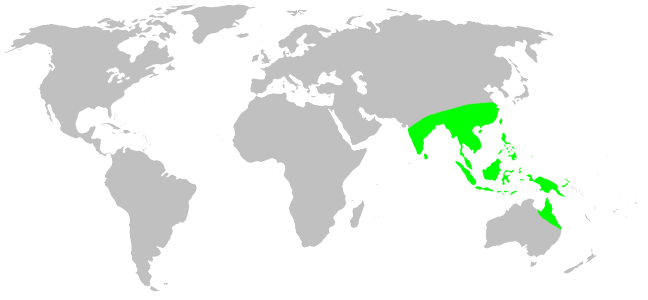
Distribution

Les espèces de cette famille se rencontrent en Asie du Sud-Est, en Asie du Sud, en Asie de l'Est et dans l'Ouest de l'Océanie.

## Paléontologie
Cette famille n'est pas connue à l'état fossile.

## Taxonomie
Cette famille rassemble 61 espèces dans deux genres.

## Liste des genres
Selon World Spider Catalog (version 17.0, 18/05/2016) :
- Fecenia Simon, 1887
- Psechrus Thorell, 1878

## Publication originale
- Simon, 1890 : Etudes arachnologiques. 22e Mémoire. XXXIV. Etude sur les arachnides de l'Yemen. Annales de la Société Entomologique de France, ser. 6, vol. 10, p. 77-124 (texte intégral).